# Bhongaon
Bhongaon är en ort i Indien.   Den ligger i distriktet Mainpuri och delstaten Uttar Pradesh, i den centrala delen av landet, 250 km sydost om huvudstaden New Delhi. Bhongaon ligger 163 meter över havet och antalet invånare är 29 911.
Terrängen runt Bhongaon är mycket platt. Runt Bhongaon är det tätbefolkat, med 683 invånare per kvadratkilometer. Närmaste större samhälle är Mainpuri, 15,3 km väster om Bhongaon. Trakten runt Bhongaon består till största delen av jordbruksmark.